# Saint-Patrice-de-Sherrington
Saint-Patrice-de-Sherrington è un comune del Canada, situato nella provincia del Québec, nella regione di Montérégie.